# Didymana
Didymana és un gènere de papallones nocturnes de la subfamília Drepaninae.

## Taxonomia
- Didymana bidens Leech, 1890
- Didymana ancepsa Chu & Wang, 1987
- Didymana brunea Chu & Wang, 1987